# پرچم آرژانتین
پرچم ملی جمهوری آرژانتین که اغلب به عنوان پرچم آرژانتین شناخته می‌شود (به اسپانیایی: bandera argentina‎), یک نوار سه‌گانه است که از سه نوار افقی به همان اندازه پهن به رنگ آبی روشن و سفید تشکیل شده است. تفاسیر متعددی در مورد دلایل آن رنگ‌ها وجود دارد. این پرچم توسط مانوئل بلگرانو و در راستای ایجاد کاکل آرژانتین ایجاد شد و نخستین بار در شهر روزاریو در ۲۷ فوریه ۱۸۱۲ در طول جنگ استقلال آرژانتین برافراشته شد. بنای یادبود پرچم ملی بعداً در این مکان ساخته شد. تریومویرات اول استفاده از پرچم را تأیید نکرد، اما مجمع سال سیزدهم استفاده از پرچم را به عنوان پرچم جنگی مجاز دانست. این کنگره توکومان بود که سرانجام در سال ۱۸۱۶ آن را به عنوان پرچم ملی تعیین کرد. خورشید زرد ماه مه در سال ۱۸۱۸ به مرکز اضافه شد.
پرچم کامل که دارای خورشید است، پرچم تشریفاتی رسمی نامیده می‌شود (به اسپانیایی: Bandera Oficial de Ceremonia‎). پرچم بدون خورشید به عنوان پرچم تزئینی (Bandera de Ornato) در نظر گرفته می‌شود. در حالی که هر دو نسخه به‌طور مساوی پرچم ملی در نظر گرفته می‌شوند، نسخه زینتی همیشه باید زیر پرچم مراسم رسمی برافراشته شود. در اصطلاح پرچم‌شناسی، پرچم تشریفاتی رسمی پرچم و پرچم مدنی، دولتی و جنگی است، در حالی که پرچم زینتی یک پرچم و نشان مدنی جایگزین است. در مورد رنگ واقعی اولین پرچم بین مورخان و نوادگان مانوئل بلگرانو بین آبی و آبی کم‌رنگ اختلاف نظر وجود دارد.
این یکی از پنج پرچمی است که از نسبت ۵:۸ استفاده می‌کند، بقیه پرچم‌ها گواتمالا، پالائو، لهستان و سوئد هستند.

## نگارخانه

پرچم صلیب بورگوندی اسپانیا (۱۵۳۶) در ابتدای دوران استعمار
پرچم اسپانیا (۱۷۱۷) در دوران استعمار
پرچم اسپانیا (۱۷۸۵) در دوران استعمار
پرچم بلگرانو (۱۸۱۲)
پرچم مورد استفاده (۱۸۱۸)
پرچم لیگا فدرال (۱۸۳۰)
پرچم با کلاه فریگی (۱۸۳۵)
پرچم کنفدراسیون آرژانتین (۱۸۵۰}
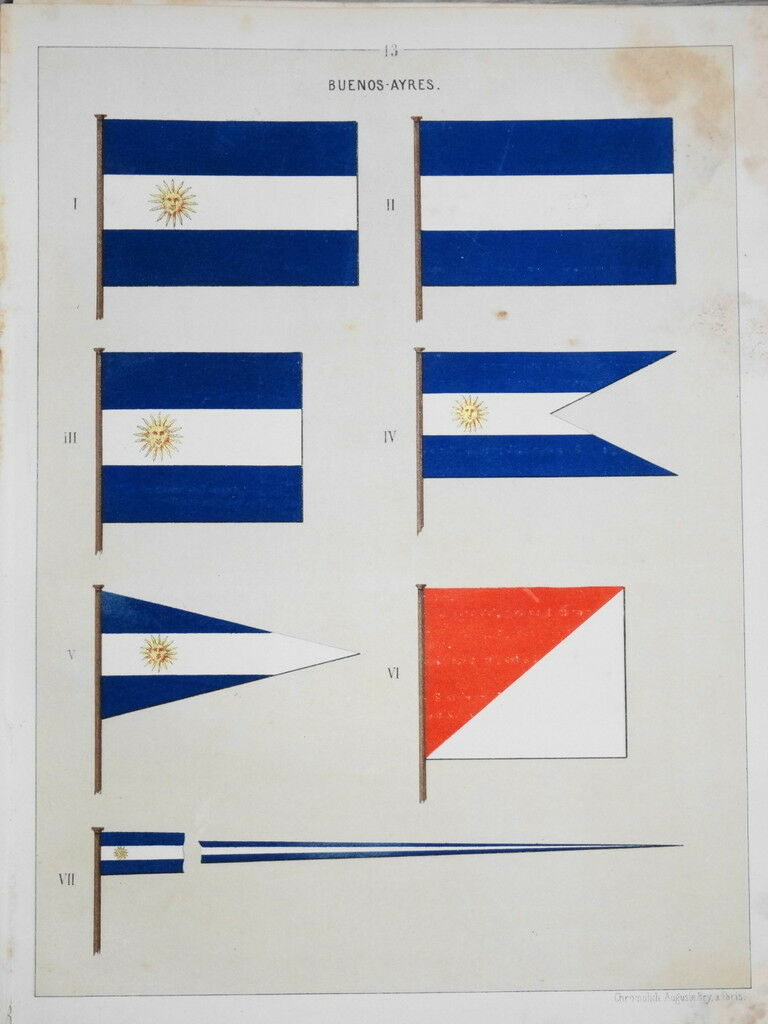